# Traccia di Henyey
In astronomia si definisce traccia di Henyey il percorso che una protostella con massa maggiore di 0,5 masse solari compie sul diagramma H-R dopo aver finito di percorrere la traccia di Hayashi.
La traccia di Henyey è caratterizzata da un lento collasso della protostella in condizione di quasi-equilibrio idrostatico.  Louis G. Henyey, nel 1950, mostrò che le protostelle superiori ad una certa massa possono rimanere in equilibrio radiativo per un certo periodo della fase di contrazione che le porterà alla fase di sequenza principale, generando così sul diagramma H-R delle tracce orizzontali, ovvero a luminosità costante e temperatura crescente.